# Protección de la fuente
La protección de las fuentes, a veces también conocida como la confidencialidad de las fuentes o en Estados Unidos como el privilegio del reportero, es un derecho concedido a los periodistas por las leyes de muchos países, así como por el derecho internacional. Prohíbe a las autoridades, incluidos los tribunales, obligar a un periodista a revelar la identidad de una fuente anónima para una historia. El derecho se basa en el reconocimiento de que sin una fuerte garantía de anonimato, muchos se verían disuadidos de presentarse y compartir información de interés público con los periodistas. Como resultado, problemas como la corrupción o la delincuencia pueden pasar desapercibidos e indiscutibles, en detrimento de la sociedad en su conjunto. A pesar de tales protecciones legales, el uso generalizado de comunicaciones electrónicas rastreables por parte de los periodistas y sus fuentes proporciona a los gobiernos una herramienta para determinar el origen de la información.

## Ejemplos
Un ejemplo famoso del uso de una fuente anónima es la serie de artículos de los reporteros del Washington Post, Bob Woodward y Carl Bernstein, que descubrieron el escándalo del Watergate, que finalmente condujo a la dimisión del presidente estadounidense Richard Nixon. Woodward y Bernstein dependían en gran medida de la información proporcionada por alguien conocido en todo el mundo sólo bajo el apodo de Garganta Profunda. Woodward y Bernstein no se vieron obligados a invocar la protección de las fuentes, ya que las autoridades estadounidenses no intentaron descubrir la identidad de "Garganta Profunda". En 2005, W. Mark Felt, que en ese momento había sido Director Asociado de la Oficina Federal de Investigaciones de los Estados Unidos, reveló que era "Garganta Profunda".
Un ejemplo del funcionamiento legal de la derecha es el caso de Bart Mos y Joost de Haas, del diario holandés De Telegraaf. En un artículo de enero de 2006, los dos periodistas denunciaron la existencia de una filtración en los servicios secretos neerlandeses y citaron lo que, según ellos, era un expediente oficial sobre Mink Kok, un conocido criminal. Además, alegaron que el expediente en cuestión había caído en manos del propio Kok. Una investigación policial posterior condujo al procesamiento de Paul H., un agente acusado de vender el expediente en cuestión. A petición de la fiscalía y la defensa, el juez instructor del caso ordenó la divulgación de la fuente de la noticia, alegando que era necesaria para salvaguardar la seguridad nacional y garantizar un juicio justo para H. Posteriormente, los dos periodistas fueron detenidos por negarse a cumplir la orden de divulgación, pero fueron puestos en libertad en apelación al cabo de tres días, el 30 de noviembre. El tribunal de distrito de La Haya consideró que el interés de la seguridad nacional atendido por la orden era menor y no debía prevalecer sobre la protección de las fuentes.
En la era moderna de las telecomunicaciones, la capacidad de los periodistas para proteger sus fuentes depende cada vez más de la idoneidad de las medidas de seguridad informática y de las comunicaciones que emplean. En junio de 2010, Bill Keller, entonces editor ejecutivo de The New York Times, y Alan Rusbridger, editor de The Guardian, hablaron sobre los cables clasificados que les proporcionaba WikiLeaks a través de una línea telefónica internacional no cifrada. El Times no contaba con un medio de telecomunicaciones seguro para tratar estos asuntos, a pesar de su historial de tratar con denunciantes de irregularidades al informar sobre historias como la interceptación de llamadas internacionales hechas por estadounidenses por la Agencia de Seguridad Nacional.

## Ley internacional
Varias autoridades del derecho internacional señalan el reconocimiento de que el derecho a la protección de las fuentes está implícito en el derecho a la libertad de expresión.
En Europa, el Tribunal Europeo de Derechos Humanos declaró en el caso Goodwin v. United Kingdom de 1996 que "la protección de las fuentes periodísticas es una de las condiciones básicas para la libertad de prensa "... Sin esa protección, se puede disuadir a las fuentes de que ayuden a la prensa a informar al público sobre cuestiones de interés público. Como resultado, el papel vital de vigilancia pública de la prensa puede verse socavado y la capacidad de la prensa para proporcionar información precisa y fiable puede verse afectada negativamente". El Tribunal concluyó que, en ausencia de "un requisito primordial de interés público", una orden de revelar las fuentes violaría la garantía de la libertad de expresión del artículo 10 del Convenio Europeo para la Protección de los Derechos Humanos y de las Libertades Fundamentales.
A raíz de Goodwin, el Comité de Ministros del Consejo de Europa emitió una Recomendación a sus Estados miembros sobre cómo implementar la protección de las fuentes en su legislación nacional. La Organización para la Seguridad y la Cooperación en Europa también ha pedido a los Estados que respeten este derecho.
En las Américas, la protección de las fuentes ha sido reconocida en la Declaración Interamericana de Principios sobre la Libertad de Expresión, que establece en el Principio 8 que "todo comunicador social tiene derecho a mantener confidenciales sus fuentes de información, notas y archivos personales y profesionales".
En África, la Comisión Africana de Derechos Humanos y de los Pueblos ha adoptado una Declaración de Principios sobre la Libertad de Expresión en África que incluye el derecho a la protección de las fuentes en virtud del Principio XV.